# World Rugby U20 Trophy 2017
Die World Rugby U20 Trophy 2017 war die zehnte Ausgabe des gleichnamigen Wettbewerbs in der Sportart Rugby Union, der als Qualifikation zur Juniorenweltmeisterschaft dient. Die Veranstaltung fand vom 29. August bis zum 10. September 2017 in Uruguay statt. Den Wettbewerb entschied zum zweiten Mal Japan für sich.
Drei Monate zuvor fand in Georgien die Juniorenweltmeisterschaft 2017 für höher eingestufte Mannschaften statt.

## Austragungsort
Sämtliche Spiele wurden in Montevideo ausgetragen, und zwar im Estadio Charrúa oder im Estadio Domingo Burgueño.

## Teilnehmer
Acht Mannschaften nahmen am Turnier teil. Automatisch qualifiziert waren Gastgeber Uruguay und Japan, der Letztplatzierte der Juniorenweltmeisterschaft 2016. Weitere sechs Länder qualifizierten sich über kontinentale Meisterschaften in Afrika, Asien, Europa, Nordamerika, Ozeanien und Südamerika.
| Land     | Qualifiziert als            |
| -------- | --------------------------- |
| Chile    | Junioren-Südamerikameister  |
| Fidschi  | Junioren-Ozeanienmeister    |
| Hongkong | Junioren-Asienmeister       |
| Japan    | Absteiger JWM 2016          |
| Kanada   | Junioren-Nordamerikameister |
| Namibia  | Junioren-Afrikameister      |
| Portugal | Junioren-Europameister      |
| Uruguay  | Gastgeber                   |

## Vorrunde
Modus:
- 4 Punkte bei einem Sieg
- 2 Punkte bei einem Unentschieden
- 1 Bonuspunkt für vier oder mehr Versuche, unabhängig vom Endstand
- 1 Bonuspunkt bei einer Niederlage mit sieben oder weniger Spielpunkten Unterschied

### Gruppe A
|    | Land    | Spiele | Siege | Unent. | Ndlg. | Spiel- punkte | Diff. | Bonus- punkte | Tabellen- punkte |
| -- | ------- | ------ | ----- | ------ | ----- | ------------- | ----- | ------------- | ---------------- |
| 1. | Japan   | 3      | 3     | 0      | 0     | 111:47        | + 64  | 2             | 14               |
| 2. | Namibia | 3      | 2     | 0      | 1     | 77:68         | + 9   | 2             | 10               |
| 3. | Chile   | 3      | 1     | 0      | 2     | 86:89         | − 3   | 3             | 7                |
| 4. | Kanada  | 3      | 0     | 0      | 3     | 56:126        | − 70  | 1             | 1                |

| 29. August 2017 10:00 UYT | Namibia        | 31 : 16 | Kanada | Estadio Charrúa, Montevideo Schiedsrichter: Maxime Burlet (Belgien) |
| 29. August 2017 10:00 UYT | (12:6) Bericht |         |        | Estadio Charrúa, Montevideo Schiedsrichter: Maxime Burlet (Belgien) |

| 29. August 2017 14:00 UYT | Japan           | 28 : 22 | Chile | Estadio Charrúa, Montevideo Schiedsrichter: Francisco González (Uruguay) |
| 29. August 2017 14:00 UYT | (11:10) Bericht |         |       | Estadio Charrúa, Montevideo Schiedsrichter: Francisco González (Uruguay) |

| 2. September 2017 12:00 UYT | Namibia         | 33 : 19 | Chile | Estadio Charrúa, Montevideo Schiedsrichter: Andrea Piardi (Italien) |
| 2. September 2017 12:00 UYT | (14:12) Bericht |         |       | Estadio Charrúa, Montevideo Schiedsrichter: Andrea Piardi (Italien) |

| 2. September 2017 14:00 UYT | Japan          | 50 : 12 | Kanada | Estadio Charrúa, Montevideo Schiedsrichter: Stephen Copeman (Hongkong) |
| 2. September 2017 14:00 UYT | (28:0) Bericht |         |        | Estadio Charrúa, Montevideo Schiedsrichter: Stephen Copeman (Hongkong) |

| 6. September 2017 11:30 UYT | Kanada          | 28 : 45 | Chile | Estadio Domingo Burgueño, Montevideo Schiedsrichter: Andrea Piardi (Italien) |
| 6. September 2017 11:30 UYT | (14:10) Bericht |         |       | Estadio Domingo Burgueño, Montevideo Schiedsrichter: Andrea Piardi (Italien) |

| 6. September 2017 17:30 UYT | Japan           | 33 : 13 | Namibia | Estadio Domingo Burgueño, Montevideo Schiedsrichter: Francisco González (Uruguay) |
| 6. September 2017 17:30 UYT | (14:13) Bericht |         |         | Estadio Domingo Burgueño, Montevideo Schiedsrichter: Francisco González (Uruguay) |

### Gruppe B
|    | Land     | Spiele | Siege | Unent. | Ndlg. | Spiel- punkte | Diff. | Bonus- punkte | Tabellen- punkte |
| -- | -------- | ------ | ----- | ------ | ----- | ------------- | ----- | ------------- | ---------------- |
| 1. | Portugal | 3      | 3     | 0      | 0     | 67:55         | + 12  | 0             | 12               |
| 2. | Uruguay  | 3      | 2     | 0      | 1     | 118:33        | + 85  | 3             | 11               |
| 3. | Fidschi  | 3      | 1     | 0      | 2     | 42:57         | − 15  | 2             | 6                |
| 4. | Hongkong | 3      | 0     | 0      | 3     | 41:123        | − 82  | 1             | 1                |

| 29. August 2017 12:00 UYT | Portugal       | 20 : 18 | Uruguay | Estadio Charrúa, Montevideo Schiedsrichter: Stephen Copeman (Hongkong) |
| 29. August 2017 12:00 UYT | (17:3) Bericht |         |         | Estadio Charrúa, Montevideo Schiedsrichter: Stephen Copeman (Hongkong) |

| 29. August 2017 16:00 UYT | Fidschi       | 26 : 7 | Hongkong | Estadio Charrúa, Montevideo Schiedsrichter: Andrea Piardi (Italien) |
| 29. August 2017 16:00 UYT | (7:0) Bericht |        |          | Estadio Charrúa, Montevideo Schiedsrichter: Andrea Piardi (Italien) |

| 2. September 2017 10:00 UYT | Portugal       | 31 : 24 | Hongkong | Estadio Charrúa, Montevideo Schiedsrichter: Maxime Burlet (Belgien) |
| 2. September 2017 10:00 UYT | (15:3) Bericht |         |          | Estadio Charrúa, Montevideo Schiedsrichter: Maxime Burlet (Belgien) |

| 2. September 2017 16:00 UYT | Fidschi        | 3 : 34 | Uruguay | Estadio Charrúa, Montevideo Schiedsrichter: Tasuku Kawahara (Japan) |
| 2. September 2017 16:00 UYT | (3:20) Bericht |        |         | Estadio Charrúa, Montevideo Schiedsrichter: Tasuku Kawahara (Japan) |

| 6. September 2017 13:30 UYT | Uruguay        | 66 : 10 | Hongkong | Estadio Domingo Burgueño, Montevideo Schiedsrichter: Maxime Burlet (Belgien) |
| 6. September 2017 13:30 UYT | (14:3) Bericht |         |          | Estadio Domingo Burgueño, Montevideo Schiedsrichter: Maxime Burlet (Belgien) |

| 6. September 2017 15:30 UYT | Fidschi        | 13 : 16 | Portugal | Estadio Domingo Burgueño, Montevideo Schiedsrichter: Tasuku Kawahara (Japan) |
| 6. September 2017 15:30 UYT | (0:13) Bericht |         |          | Estadio Domingo Burgueño, Montevideo Schiedsrichter: Tasuku Kawahara (Japan) |

## Finalrunde

### Spiel um Platz 7
| 10. September 2017 10:00 UYT | Kanada         | 38 : 0 | Hongkong | Estadio Charrúa, Montevideo Schiedsrichter: Tasuku Kawahara (Japan) |
| 10. September 2017 10:00 UYT | (26:0) Bericht |        |          | Estadio Charrúa, Montevideo Schiedsrichter: Tasuku Kawahara (Japan) |

### Spiel um Platz 5
| 10. September 2017 12:00 UYT | Chile           | 15 : 13 | Fidschi | Estadio Charrúa, Montevideo Schiedsrichter: Andrea Piardi (Italien) |
| 10. September 2017 12:00 UYT | (12:13) Bericht |         |         | Estadio Charrúa, Montevideo Schiedsrichter: Andrea Piardi (Italien) |

### Spiel um Platz 3
| 10. September 2017 14:00 UYT | Namibia        | 12 : 34 | Uruguay | Estadio Charrúa, Montevideo Schiedsrichter: Stephen Copeman (Hongkong) |
| 10. September 2017 14:00 UYT | (7:15) Bericht |         |         | Estadio Charrúa, Montevideo Schiedsrichter: Stephen Copeman (Hongkong) |

### Finale
| 10. September 2017 16:00 UYT | Japan         | 14 : 3 | Portugal | Estadio Charrúa, Montevideo Schiedsrichter: Francisco González (Uruguay) |
| 10. September 2017 16:00 UYT | (7:0) Bericht |        |          | Estadio Charrúa, Montevideo Schiedsrichter: Francisco González (Uruguay) |

## Schlussplatzierungen
| Platz | Land     |
| ----- | -------- |
| 01    | Japan    |
| 02    | Portugal |
| 03    | Uruguay  |
| 04    | Namibia  |
| 05    | Chile    |
| 06    | Fidschi  |
| 07    | Kanada   |
| 08    | Hongkong |

Japan gewann das Turnier und nahm 2018 an der Juniorenweltmeisterschaft teil.